# Justin Francis Rigali

Justin Francis kardinál Rigali (* 19. dubna 1935, Los Angeles) je americký římskokatolický duchovní, kardinál.
Pochází ze šesti sourozenců, jeden bratr se stal jezuitou, jedna sestra řeholnicí. Kněžské svěcení přijal 25. dubna 1961. Poté odjel na další studia do Říma, studoval kanonické právo na Papežské univerzitěš Gregoriana. Nastoupil do anglickojazyčné sekce státního sekretariátu. Působil mj. jako sekretář nunciatury na Madagaskaru. Jako tlumočník z angličtiny doprovázel papeže Pavla VI. a Jana Pavla II. při jejich zahraničních cestách. Současně byl řadu let duchovním sester karmelitánek v klášteře sv. Josefa v Římě.
V červnu 1985 byl jmenován osobním arcibiskupem a prezidentem Papežské diplomatické akademie. Biskupské svěcení mu udělil Jan Pavel II. 14. září téhož roku. V prosinci 1989 byl jmenován sekretářem Kongregace pro biskupy a o dva měsíce později sekretářem kardinálského kolegia. Jan Pavel II. ho v lednu 1994 jmenoval arcibiskupem St. Louis a v červenci 2003 arcibiskupem metropolitou ve Filadelfii.
Při konzistoři 21. října 2003 ho Jan Pavel II. jmenoval kardinálem.
Jako papežský legát se 18. června 2011 zúčastnil pouti ke cti sv. Jana Nepomuka Neumanna v rámci oslav 200. výročí jeho narození. O měsíc později odešel na odpočinek a jeho nástupcem ve funkci arcibiskupa ve Filadelfii se stal Charles Chaput.